# Ein Kellner wie der Gast ihn liebt
Ein Kellner wie der Gast ihn liebt (engl.: The Absent-Minded Waiter) ist ein US-amerikanischer Kurzfilm von Carl Gottlieb aus dem Jahr 1977. Der Produzent William E. McEuen war mit diesem Film für einen Oscar nominiert.

## Inhalt
Das Ehepaar Cates wird von einem Kellner bedient, der alles falsch macht. Er ist vergesslich, stellt mehrmals dieselbe Frage, bringt entweder das Falsche und falls er das Richtige bringt, bringt er dies gleich mehrmals (je nachdem, wie oft er gefragt hat). Er gießt Wasser ein, bevor er noch die Gläser gebracht hat, und bringt das Dessert vor dem Hauptgericht. Der Kellner ruiniert dem Ehepaar den Abend und zerstört alles. Das Bezahlen am Ende endet allerdings erfreulich: Der zerstreute Kellner gibt Wechselgeld auf Tausende Dollars heraus, ohne überhaupt bezahlt worden zu sein.

## Auszeichnung
1978 wurde der Film in der Kategorie „Bester Kurzfilm“ für einen Oscar nominiert.